# Maria Teresa Cárcomo Lobo
Maria Teresa de Almeida Rosa Cárcomo Lobo  (Malanje, Angola, 18 de fevereiro de 1929 – Rio de Janeiro, Brasil, 8 de Dezembro de 2018) foi uma jurista e política portuguesa. Foi a primeira mulher a integrar um governo em Portugal, ocupando o cargo de subsecretária de Estado de Saúde e de Assistência entre 1970 e 1973.

## Biografia
Formou-se pela Faculdade de Direito da Universidade de Lisboa, com a melhor classificação do ano, onde concluiu também o Mestrado em Direito, cuja Tese “Amortização de quotas, ações e partes do capital social” obteve a mesma classificação. Até 1970, desempenhou destacadamente diversas funções, como Notária em Macau; Professora do Liceu de Macau; Docente do Instituto de Educação e Serviço Social de Lourenço Marques. Foi ainda Chefe do “Gabinete de Estudos Econômicos e de Relações com Organismos Internacionais” da Junta Nacional do Azeite em Lisboa, Chefe do “Gabinete de Estudos Econômicos e Financeiros” do Banco Nacional Ultramarino e Presidente do Centro Moçambicano de Estudos Cooperativos, em Moçambique. No dia 20 de Agosto de 1970, Maria Teresa Cárcomo Lobo foi nomeada deputada da Assembleia Nacional Portuguesa por Marcello Caetano, e foi a primeira mulher a integrar o governo, ocupando o cargo de subsecretária de Estado de Saúde e de Assistência. Na mesma tarde, o Jornal A Capital publicou a manchete “Uma senhora (pela primeira vez) membro do Governo”. Segundo o Jornal O Observador, " foram muitas as suas intervenções parlamentares. Entre elas destacam-se a participação na discussão na especialidade da proposta de lei do IV Plano de Fomento, a apresentação de um requerimento que pedia informações sobre a ação do Comissariado do Governo para os Assuntos do Estado da Índia e um requerimento sobre a proteção e defesa dos animais. Ademais, participou do debate na especialidade da proposta de lei sobre transplantes de tecidos ou órgãos de pessoas vivas."
Em 1974, após a Revolução de Abril, emigrou para o Rio de Janeiro onde ingressou na magistratura em 1988, assumindo a titularidade da 28ª Vara Federal do Rio de Janeiro, onde permaneceu até se aposentar, em fevereiro de 1999, tendo sido agraciada com o Colar de Honra do Mérito Judiciário pelo Tribunal de Justiça do Estado do Rio de Janeiro. Ocupou ainda o cargo de assessora especial da Escola de Magistratura Regional Federal da 2ª Região e diretora do Fórum da Seção Judiciária do Rio de Janeiro no biênio 1993/1994. Atuou como advogada e consultora jurídica em matéria internacional, destacou-se como colaboradora no “Jornal do Commercio”, assinando a coluna Globalização e Integração.
Maria Teresa Cárcomo Lobo foi membro do Conselho Permanente da Associação de Juristas dos Países de Língua Portuguesa e da Academia Brasileira de Ciências Econômicas, Políticas e Sociais. Foi Diretora da Associação Comercial do Rio de Janeiro, tendo presidido o Conselho Empresarial de Assuntos Jurídicos até junho de 2017, tendo renunciado ao mesmo para dedicar-se a elaboração do livro “O Sistema Judicial da União Européia – Espaço de Liberdade, Segurança e Justiça”. Foi Presidente do Rotary Club do Rio de Janeiro nos anos 2015-2016, tendo sido a terceira mulher a liderar a organização.  Em abril de 2017, recebeu o Conjunto de Medalhas de Mérito Pedro Ernesto ‑ a mais alta condecoração da Câmara Municipal do Rio de Janeiro. No dia 16 de Maio de 2017, tomou posse na Academia Luso-Brasileira de Letras.

## Trabalhos publicados
- Lobo, Maria teresa Cárcomo (2002). Manual de Direito Comunitario: A Ordem Juridica da Uniao Europeia. [S.l.]: Jurua. ISBN 8536205733
- Lobo, Maria teresa Cárcomo (1997). Ordenamento Jurídico Comunitário. [S.l.]: Jurua. ISBN 8573081481

## Condecorações e Homenagens
- Grande Oficial da Ordem Militar de Cristo.
- Agraciada pela Chancelaria para a América do Sul da The Open International University for Complementary Medicines com a Ordem do Mérito, no Grau de Comendador;
- Medalha Eça de Queiroz, concedida pelo Instituto para Cultura e Ciência Jurídica Luso-Brasileira.
- Medalha do Mérito Pedro Ernesto, outorgada pela Câmara Municipal da Cidade do Rio de Janeiro[4]
- Patronesse da Cadeira n.º 33 da Academia Rotária de Letras da Cidade do Rio de Janeiro ABROL Rio[5]